# Wilhelm Kabus

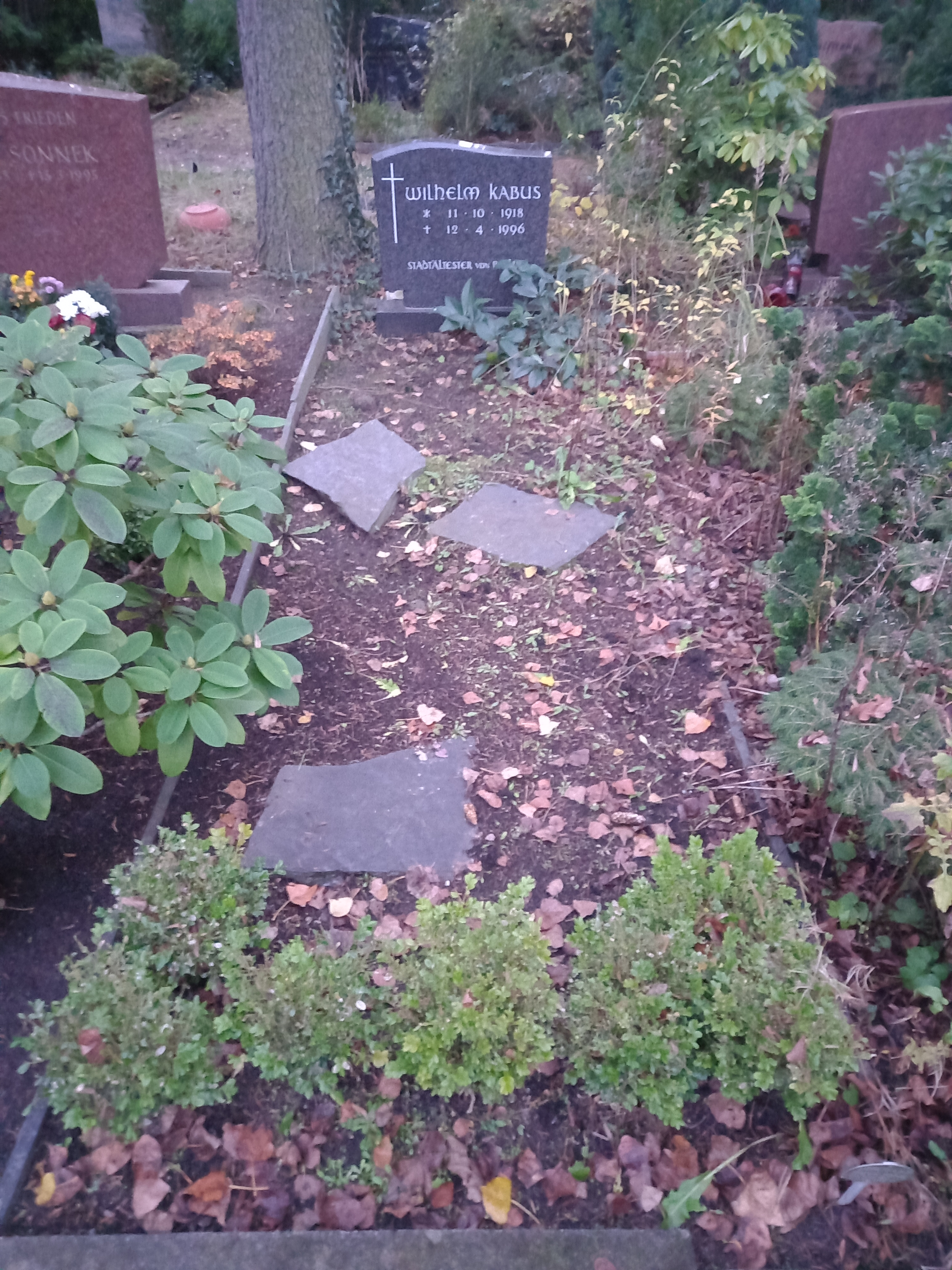
Das Grab von Wilhelm Kabus auf deem Friedhof der St.-Matthias-Gemeinde (Berlin-Tempelhof)

Wilhelm Kabus (* 11. Oktober 1918 in Rybnik, Schlesien; † 12. April 1996 in Berlin) war ein Berliner Bezirksbürgermeister und Ingenieur.
Kabus begann seine politische Laufbahn als CDU-Fraktionsvorsitzender in Tempelhof und später in Schöneberg, wo er seit 1965 auch als Baustadtrat tätig war. Von 1975 bis 1983 wirkte er als Bezirksbürgermeister in Schöneberg, daneben auch in mehreren ehrenamtlichen Tätigkeiten. Nach seinem Ausscheiden aus der Kommunalpolitik setzte er dieses Engagement zum Teil fort. 1992 erhielt er deshalb für seine Verdienste um den Bau von Wohnungen für Einkommensschwache und die Einrichtung von Sozialstationen und Behindertenwerkstätten das Große Bundesverdienstkreuz. 1995 erfolgte die Ernennung zum Stadtältesten von Berlin. Seit September 2010 gibt es in Berlin-Schöneberg eine nach ihm benannte Straße.

## Mitgliedschaften und Funktionen (Auswahl)
- 1971–1973: Präsident Katholische Elternschaft Deutschlands[1]